# معاهدة لندن (1913)
معاهدة لندن لعام 1913 هي معاهدة سلام وقعت في العاصمة البريطانية لندن بتاريخ 30 مايو 1913 بين الأطراف المتحاربة في حرب البلقان الأولى وهم كل من الدولة العثمانية وبلغاريا وصربيا واليونان والجبل الأسود. وكانت الدول العظمى قد دعت لمؤتمر لندن وقد رعت الدول العظمى آنذاك توقيع المعاهدة وهي كل من بريطانيا وروسيا وألمانيا والنمسا-المجر وإيطاليا.